# Левків Тарас Богданович
Ле́вків Тара́с Богда́нович (25 червня 1940, с. Мала Березовиця — 9 березня 2025, м. Львів) — український графік та художник-кераміст. Заслужений діяч мистецтв України (1997), завідувач відділу художньої кераміки Львівського державного коледжу декоративного і ужиткового мистецтва імені Труша.

## Біографія
Народився 25 червня 1940 року в селі Мала Березовиця Збаразького району Тернопільської області (нині Збаразька міська територіальна громада Тернопільського району).
Закінчив відділ кераміки Львівського училища прикладного мистецтва імені Івана Труша (1959—1964, викладач із фаху — Тарас Драган), Львівський інститут прикладного та декоративного мистецтва (1971). У 1970 році відбулася перша персональна виставка художньої кераміки Тараса Левківа у Львові. У 1972 році — перший представник від України на ІІІ міжнародному бієнале у Валлорісі (Франція). Учасник міжнародних конкурсів художньої кераміки у Фаенці (1974, 1978, 1979, 1980). Брав участь у виставках у Прибалтиці, Польщі (Ряшів, 1976; Сопот, 1979), Угорщині (Будапешт, 1980), НДР (Дюссельдорф, 1982), ФРН (Вестервальд, 1984).

У 1980-х роках відбулося 17 персональних виставок, зокрема, в Ленінграді, Тбілісі, Тернополі. Загалом узяв участь у 102 регіональних, загальноукраїнських та міжнародних виставках, зокрема, в Японії, Польщі, Росії, Естонії. Був членом утвореного у Львові 1989 року Клубу українських митців.
Працював на стику сучасного мистецтва та традиційного народного промислу — гончарства. Застосовував широку палітру технік та матеріалів художньої кераміки. Займався графікою, створював композиції в техніці інтарсії. У 1990-х роках керував спорудженням спроєктованої ним церкви святих Володимира та Ольги в місті Винники піді Львовом.
Почесний громадянин Винників.

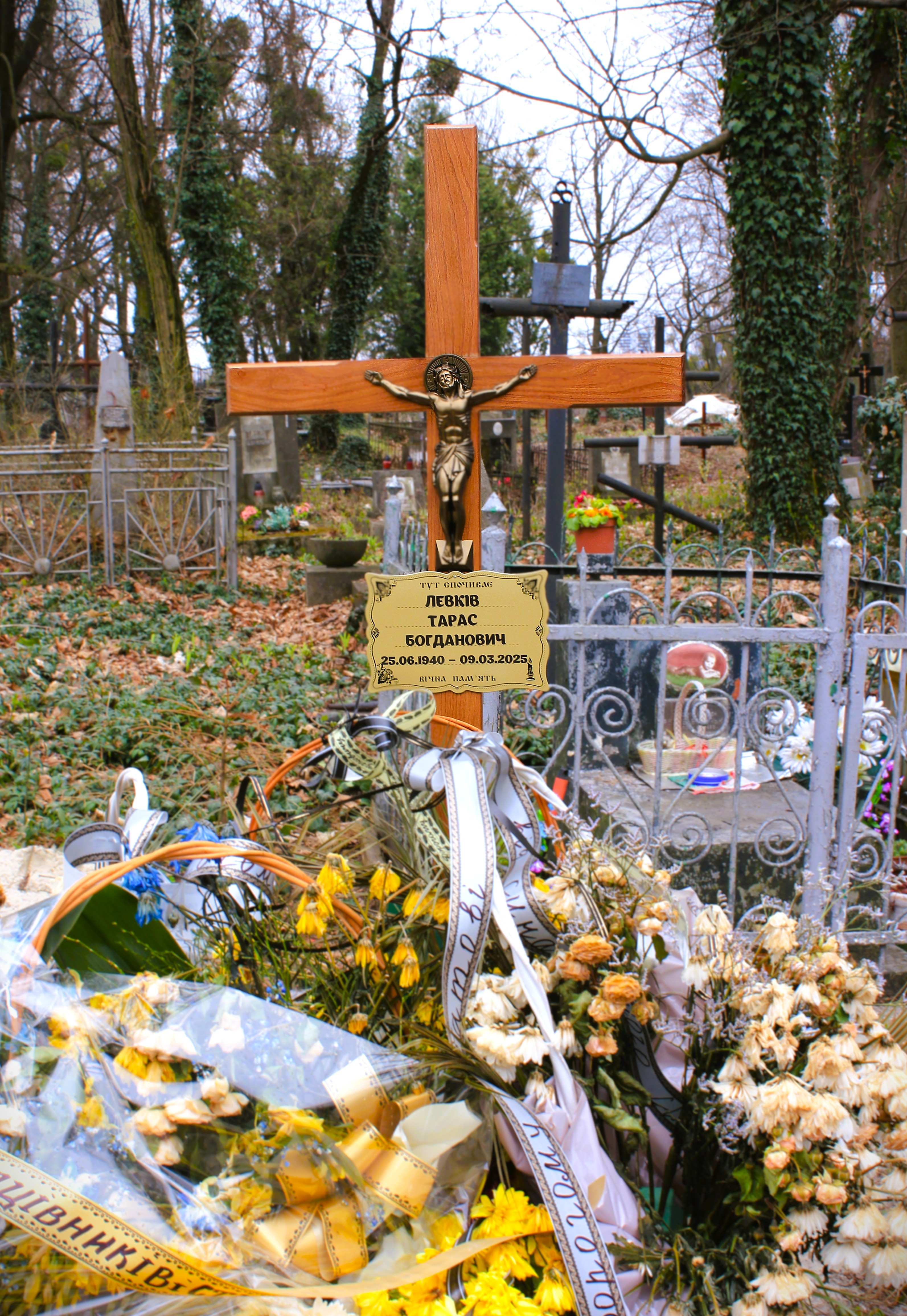
Могила художника-кераміста Тараса Левківа

Помер 9 березня 2025 року у віці 84 років у Львові. Був похований 11 березня на 41 полі Личаківського цвинтаря.

## Деякі монументальні та монументально-декоративні твори
- Декоративне панно в кафе «Вечірній Львів» створене з елементів, сформованих на гончарному крузі на проспекті Свободи, 26, Львів (1972, нині втрачене)[6].
- Декоративне модульне панно в інтер'єрі вестибюля актового залу фірми «Колос», Львів (1980).
- Два фонтани на території заводу «СТО», Нововолинськ (1981—1982, шамот).
- Декоративне модульне панно «Енергія» в інтер'єрі кафе заводу «Енергоремонт», Львів (1982, шамот, емалі).
- Монументальна композиція «Біломорканал» (I премія на симпозіумі в Опішному 1999, шамот, емалі).
- Монументальна композиція «Хресна сила» (2000, Музей в Опішному, матеріали — шамот, емалі).